# Nazmiye Muslu
Nazmiye Muslu o Nazmiye Muratlı (des del 2014, per casament; Meram, Konya, 13 de juny de 1979) és una esportista paralímpica turca. És una aixecadora que és integrant de Konya Meramspor. Ella és la posseïdora del rècord mundial actual en la categoria de 40 kg, aconseguit en els Jocs Paralímpics de 2012, en els quals es va endur la medalla d'or, aixecant 103 kg. En els Jocs Paralímpics de 2016 també va guanyar medalla d'or, sient la primera turca paralimpic en guanyar or en dos Jocs Paralímpics i desenvolupant el seu proper record mundial a 104 kg.